# Râul Vițău
Râul Vițău este un mic curs de apă, afluent al râului Putna în județul Suceava.  

## Imagini

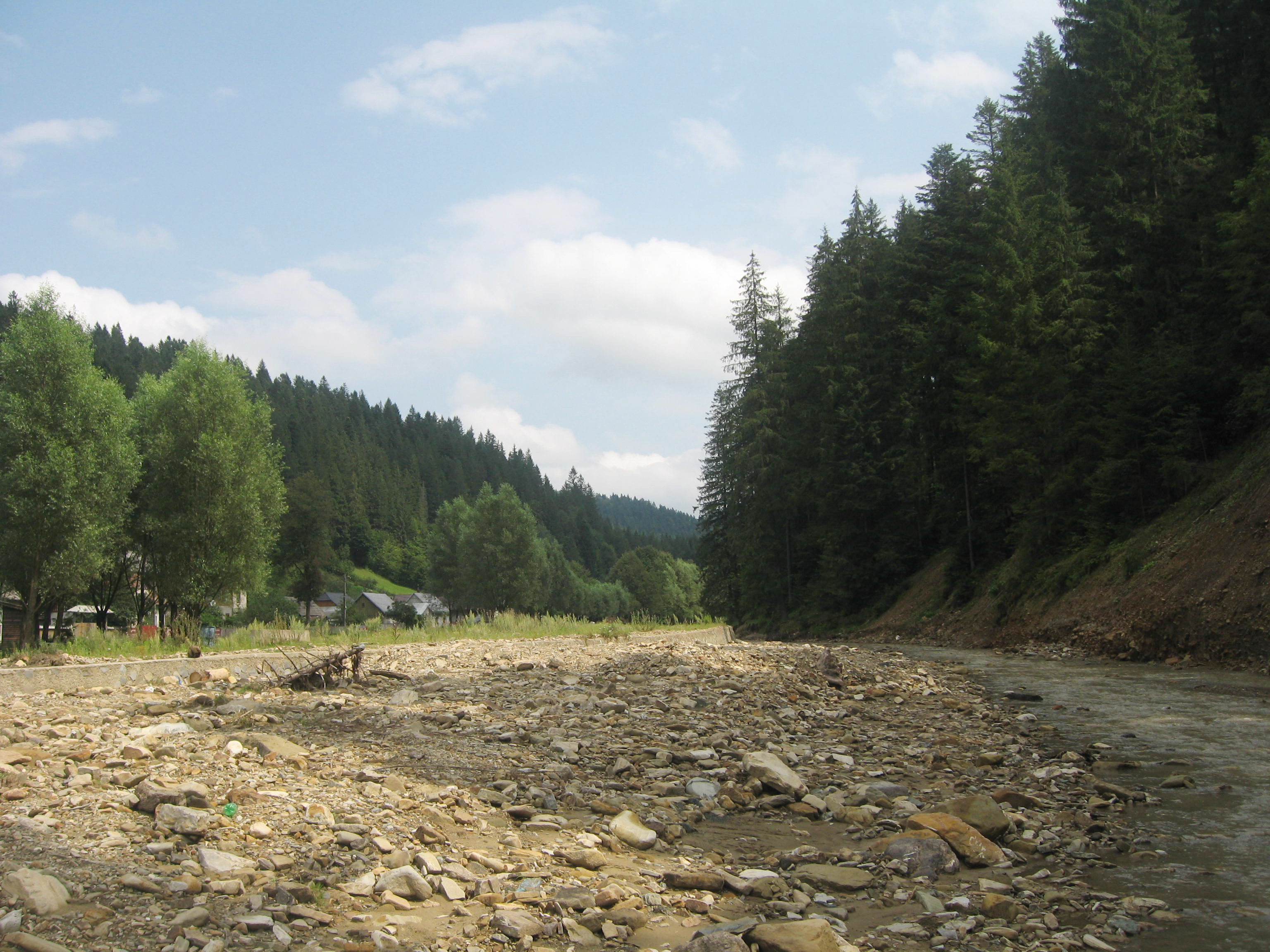
Valea Viţăului

## Hărți
- Harta județului Suceava
- Harta Obcinele Bucovinene  Arhivat în 30 iulie 2009, la Wayback Machine.